# Monte Sereno (Kalifornija)
Monte Sereno je grad u američkoj saveznoj državi Kalifornija. Prema popisu stanovništva iz 2010. u njemu je živjelo 3.341 stanovnika.